# 許孫荃
許孫荃（1640年—1688年），字生洲，號四山，江南合肥（今屬安徽）人。
許裔衡長子。康熙九年（1670年）庚戌進士，選庶吉士，散館改戶部主事。官至陝西提學道。康熙十八年被薦舉博學鴻詞科，与试未中。著有《慎墨堂诗集》。